# Alisson Brand
Alisson Christian Brand, mais conhecido apenas como Alisson Brand, ou simplesmente Alisson (Realeza, 01 de fevereiro de 1994), é um futebolista brasileiro que atua como zagueiro.

## Títulos
Internacional
- Copa do Brasil Sub-17: 2010
- Campeonato Gaúcho Sub-17: 2010
- Copa Internacional de Futebol Sub-17: 2011
- Copa FGF Sub-17: 2011
- Campeonato Gaúcho Sub-20: 2012
- Copa FGF Sub-20: 2013
- Campeonato Brasileiro Sub-20: 2013

Botafogo
- Taça Guanabara: 2015
- Campeonato Brasileiro - Série B: 2015

América-RN
- Copa RN: 2019
- Campeonato Potiguar: 2019